# Russian Trading System
Russian Trading System, RTS, var en aktiebörs i Moskva. Börsen öppnades år 1995. RTS var också ett aktieindex över aktier vid denna börs.
2011 gick RTS och Moscow Interbank Currency Exchange ihop och bildade Moskvabörsen.

## Produkter och tjänster
- RTS Classic Market
- RTS T+0 Market
- FORTS
- RTS Board
- NQS Bills
- RTS Money